# Anonidium usambarense
Anonidium usambarense був високим деревом з родини Annonaceae, колишнім ендеміком Танзанії. Один екземпляр був зібраний у 1910 році в Амані в горах Усамбара, на висоті 900 метрів. Попри інтенсивну польову роботу в регіоні, спрямовану на пошук конкретно цього виду, інших екземплярів виявлено не було, і в 1998 році він був оголошений вимерлим. Причинами його зникнення були лісова промисловість і бажання розширити сільськогосподарські угіддя. Причинами його зникнення були лісова промисловість і бажання розширити сільськогосподарські угіддя. Наразі він оголошений як «дефіцит даних» через плутанину щодо типового зразка.

## Морфологічна характеристика
Це було високе дерево. Дуже молоді пагони з короткими притиснутими залозистими волосками; старші гілки голі, чорнуваті. Листові пластинки обернено-яйцювато-видовжені, ± 25 × 9–10 см, округлі або коротко і тупо загострені на верхівці, досить блискучі та голі з обох боків; листкова ніжка 5–7 мм. Чашолистки широко-округлі, 4–5 × 7–8 мм, на верхівці ± загострені, зовні дещо запушені, всередині голі. Зовні пелюстки сірувато-запушені, всередині голі, всі ± загострені, зовнішні ланцетні, 2.5–3.5 × 1–1.5 см завширшки, внутрішні яйцеподібні 1.8–2 × 1.1 см. Тичинки численні, 3 мм завдовжки.